# Marc-Antoine Sartre
Pour les articles homonymes, voir Sartre (homonymie).
Marc-Antoine Sartre est un homme politique français né le 26 août 1760 à Bruniquel (Tarn-et-Garonne) et décédé le 2 octobre 1831 au même lieu.

## Biographie
Administrateur du district de Montauban en 1790, il est élu suppléant en 1792 et admis à siéger comme député du Lot le 18 thermidor an III. Il passe au Conseil des Cinq-Cents le 24 vendémiaire an IV et quitte le conseil en l'an V.

## Sources
- Ressource relative à la vie publique :   - Base Sycomore
- « Marc-Antoine Sartre », dans Adolphe Robert et Gaston Cougny, Dictionnaire des parlementaires français, Edgar Bourloton, 1889-1891 [détail de l’édition]